# Loch Loyne
Loch Loyne är en sjö i Storbritannien.   Den ligger i kommunen Highland och riksdelen Skottland, i den nordvästra delen av landet, 700 km nordväst om huvudstaden London. Loch Loyne ligger 285 meter över havet.  I omgivningarna runt Loch Loyne växer i huvudsak blandskog.